# Camino de Le Puy
La via Podiensis o camino de Le Puy es una de las rutas del Camino de Santiago, que parte de Le Puy-en-Velay y se prolonga hasta el puerto de Roncesvalles, y de allí a Santiago de Compostela.
Antes de Le Puy, a partir de Ginebra, existe la via Gebennensis, que reúne a los peregrinos suizos y alemanes y termina en la vía Podiensis. De Ginebra a Pamplona los dos caminos (via Gebennensis + via Podiensis) están indicados como sendero de Gran Recorrido GR 65.

## Tras los pasos de Gotescalco
En el año 950 o 951 (cada año tiene sus fervientes partidarios), Gotescalco, obispo de Le Puy-en-Velay, inicia su peregrinaje hacia Santiago de Compostela. Es el primer peregrino no hispánico que lo realiza.
Es un verdadero cortejo lo que se desplazó. Además del obispo y de los miembros del clero que le acompañaban, se cuenta a los trovadores, malabaristas, pajes al servicio de los eclesiásticos, barones y senescales, yendo todas estas personas protegidas por numerosos hombres armados (arqueros y lanceros).
El itinerario seguido es poco conocido, si bien algunas localidades no vacilan a la hora de reivindicar su paso por ellas.
No obstante, esta peregrinación está autentificada por los escritos de Gomesano, monje del convento español de San Martín de Albelda (cercano a Logroño): «El Obispo Gotescalco, animado de una manifiesta devoción, ha dejado su país de Aquitania, acompañado de un gran cortejo, dirigiéndose hacia la extremidad de Galicia para tocar a la misericordia divina implorando humildemente la protección del Apóstol Santiago.»
Al final de un manuscrito solía ocurrir que el amanuense mencionase su nombre, su edad y la fecha en que realizaba su trabajo. Estos datos forman el colofón. En el de De Virginitate, copiado para Gotescalco en 951, Gomesano, monje de Albelda, se expresa así : «El muy santo obispo Gotescalco se llevó este ese libro de Hispania a Aquitaine durante el invierno, en los primeros días de enero...»
Hay que mencionar también la peregrinación del conde de Rouergue en 961, Raymond II, el cual fue asesinado durante aquel itinerario por los sarracenos.

## Los peregrinos en la Edad Media
Artículo sobre la definición general de peregrino.
Los « borgoñones y los teutones » de que habla Aimery Picaud en su Guía del Peregrino y, de forma más general, los jinetes venidos del este de Europa, comenzaban su peregrinación por el gran santuario mariano que dio su nombre a la vía Podiensis.
Si bien el itinerario del periplo de Gotescalco sigue siendo desconocido, los peregrinos que hicieron el camino tras él han dejado muchas huellas de su paso. Santuarios, abadías, hospitales y puentes, pero también milagros y leyendas, han marcado el paisaje y los lugares que atravesaron en su camino de forma duradera. Un camino que saliendo del Puy, franqueando los montes de Aubrac para alcanzar Conques y el valle del Lot, recorre el Quercy, parándose en Moissac y, después de la Gascuña, se confunde en la encrucijada de  Gibraltar, con la Via Lemovicensis y la Via Turonensis, a partir de ahí reunidas.
En la Guía del Peregrino del siglo XII, Aimery Picaud no da más que tres indicaciones en el Capítulo Primero, Los caminos de Santiago: no cita más que tres iglesias: Notre-Dame del Puy, Sainte-Foy de Conques y San Pedro de Moissac.
También en la Guía del Peregrino, en el Capítulo IV, Cuerpos santos que reposan en el Camino de Santiago y que los peregrinos deben visitar, no señala más que un cuerpo santo, el de sainte Foy de Conques. Había pocos cuerpos de santos que visitar en esta ruta, a diferencia de las demás.
Los peregrinos se habrían de reencontrar en la etapa siguiente en Ostabat y en la encrucijada de Gibraltar, allí donde se unían las tres rutas.
¿Dónde está entonces el camino "histórico", el que los peregrinos del siglo XXI quieren seguir a toda costa? Existe una pista más tardía, siguiendo los hospitales de Santiago.

## Los hospitales de Santiago en la vía Podiensis

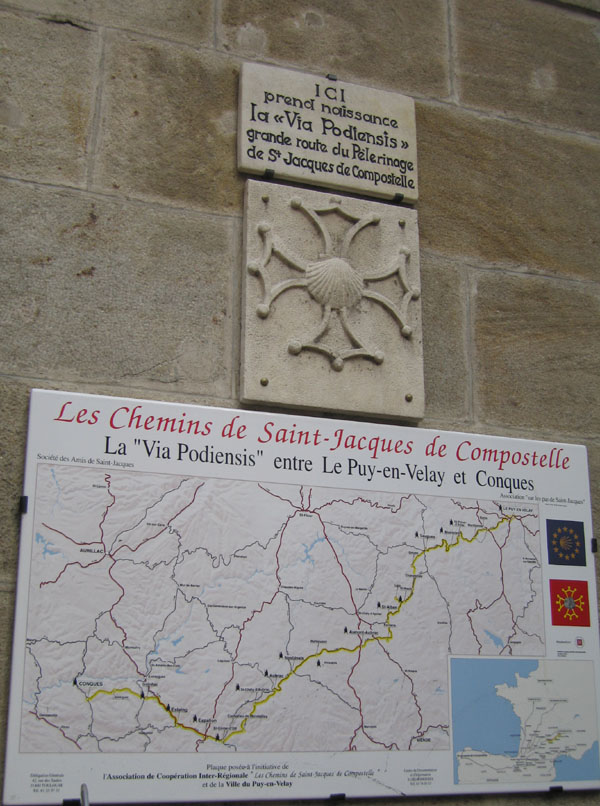
Aquí empieza la Via Podiensis.

En la Edad Media el término «hospital» designaba un lugar de asistencia y asilo más que un establecimiento donde se recibiesen cuidados. Se recibía allí a los pobres del lugar y pobres transeúntes, es decir, todos los viajeros, entre ellos los peregrinos, pobres espirituales, que, incluso cuando eran ricos, se habían despojado voluntariamente para tomar el camino y seguir como pobres al Cristo pobre. El lema que presidía al hospital no deja de tener importancia: se piensa que el de « Santiago » recibía esencialmente una clientela de peregrinos que venían de Galicia, por supuesto sin que la puerta se viera cerrada para los otros viajeros.
En la Guía del Peregrino, Aimery Picaud se refiere en el Capítulo XI, a la acogida que ha de hacerse a los peregrinos a Santiago: «Los peregrinos pobres o ricos que regresan de Santiago o que allí van deben ser recibidos con caridad y rodeados de veneración. Ya que quienquiera que los haya recibido y albergado con complacencia tendrá por huésped no solamente a Santiago sino también a nuestro Señor mismo, tal y como dijo nuestro en su Evangelio: quien os acoge, me acoge a mí.»
En cada paso difícil (río, montaña) los asilos proporcionaban además el funcionamiento de una barca, el mantenimiento de un puente o la protección de aquellos que pasaban los puertos de montaña. Los hospicios eran más modestos cuando eran numerosos. Habitualmente no podían albergar más que a entre tres y veinte personas; un peregrino no podía quedarse más que una o dos noches, a no ser que estuviese enfermo y a los pobres no se les admitía más que cuando no tuvieran fuerzas para mendigar.
El personal era reducido: el «maestro» nombrado de forma vitalicia o para un periodo (habitualmente tres años) y uno o dos hermanos, una o dos hermanas para el mantenimiento, la preparación de las comidas y el trabajo de las tierras del asilo. Bajo el control y la protección de los obispos, de los concejos o de los soberanos, gozaban de privilegios, tales como la exención de impuestos. Los legados y las donaciones acrecentaban su patrimonio, a las rentas del cual podían añadirse el producto de las cuestaciones y el beneficio obtenido por diversos derechos.
De esta manera encontramos en la vía Podiensis hospitales de Santiago en Puy-en-Velay, Saugues, L’Hospitalet (actualmente la Capilla de San Roque de la Margeride),  Figeac, Varaire, Cahors, Moissac, La Peyronelle (a la entrada de Lectoure), Lectoure, Condom (hospitales de Santiago de Teste y de Santiago de la Bouquerie). Estos lugares constituyen jalones incontestables del paso de los peregrinos de antaño por estas localidades.

## El camino actual

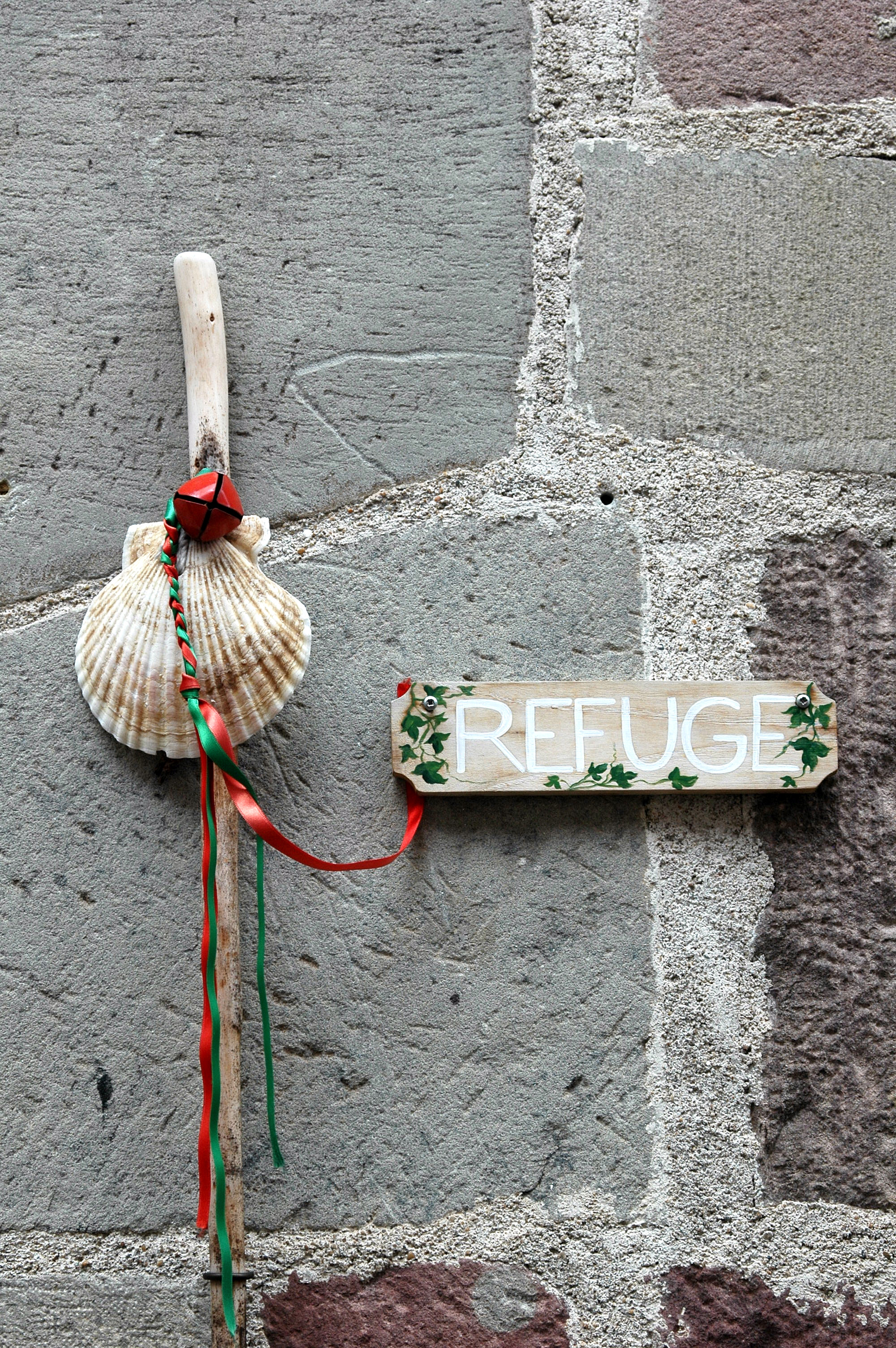
San Juan Pie de Puerto, acogida de los peregrinos en el Camino de Santiago de Compostela.

### En elAlto Loira
- Le Puy-en-Velay, la catedral de Notre-Dame y su claustro, el Hôtel-Dieu de Santiago, la iglesia de San Lorenzo, la iglesia de los Cármenes, la capilla de los Penitentes, sin olvidar el pueblo de Aiguilhe y su iglesia de San Miguel de Aiguilhe.
- Vals-près-le-Puy
- Saint-Christophe-sur-Dolaison y su iglesia de San Cristóbal.
- Bains, la aldea de Montbonnet y la Capilla de San Roque,
- Saint-Privat-d'Allier
- Monistrol-d'Allier, el lugar llamado de Rochegude y la capilla de Santiago, la aldea de Escluzels y la capilla de la Magdalena.
- Saugues la colegiata de San Medardo y el Hospicio de Santiago.
- Chanaleilles La Dômerie du Sauvage, antigua dômerie templaria y la capilla de San Roque.

### En laLozère
- Saint-Alban-sur-Limagnole y su iglesia románica
- Aumont-Aubrac, la iglesia de San Esteban
- Malbouzon, su iglesia, construida por los monjes de Conques
- Rieutort-d’Aubrac.
- Marchastel, y la capilla de S Andéol
- Nasbinals, la iglesia de San Víctor

### En elAveyron
- Aubrac y la Dômerie d’Aubrac.
- Saint-Chély-d'Aubrac su iglesia románica y su viejo puente, llamado « de los peregrinos », sobre la Boralde,
- Saint-Côme-d'Olt, la iglesia parroquial dedicada a los santos Cosme y Damián
- Espalion, el Castillo de Calmont d'O.lt, el viejo palacio y la iglesia de Perse.
- Bessuéjouls y la iglesia de San Pedro
- Estaing, la iglesia dedicada a S. Fleuret y su puente sobre el Lot
- Golinhac, la iglesia dedicada a san Martín
- Espeyrac, la iglesia de San Pedro
- Sénergues, la iglesia de San Martín
- Conques y la Abadía de Sainte Foy
- Noailhac, la capilla de San Roque
- Decazeville.
- Livinhac-le-Haut

### En elLot
- Montredon, el Priorato de San Miguel
- Saint-Félix, la iglesia romane Sainte Radegonde
- Figeac, la Place des Écritures (représentation de la Pierre de Rosette), la iglesia de San Salvador y el Hospital de Santiago.
- Béduer, y su Castillo de Barast

Algunos se dirigen a Graélou, y alcanzaban las orillas del río Lot en Cajarc.

Otros seguían el curso del río Célé hasta su confluencia con el Lot.
Variante por el valle del Lot.
- Gréalou, La iglesia románica de Notre-Dame y el dolmen de Pech-Laglaire.
- Cajarc, y su capilla de Santa Margarita.
- Varaire, la iglesia y el hospital de Santiago.

Variante por el valle del Célé.
- Espagnac-Sainte-Eulalie y su abadía
- Marcilhac-sur-Célé y su abadía
- Sauliac-sur-Célé, la capilla de Notre-Dame del Roc-Traoucat (la roca agujereada),
- Cabrerets, su castillo del siglo XIII
- Saint-Cirq-Lapopie.

Los peregrinos se reagrupaban en Cahors:
- Cahors, la catedral de San Esteban de Cahors y el puente Valentré
- Labastide-Marnhac
- Lhospitalet
- Lascabanes, la iglesia de Escayrac
- Montcuq

### En elTarn-et-Garonne
- Lauzerte, antigua bastida e iglesia de San Bartolomé
- Moissac, la abadía de Saint-Pierre de Moissac y su claustro.
- Auvillar, su mercado redondo y la iglesia de San Pedro

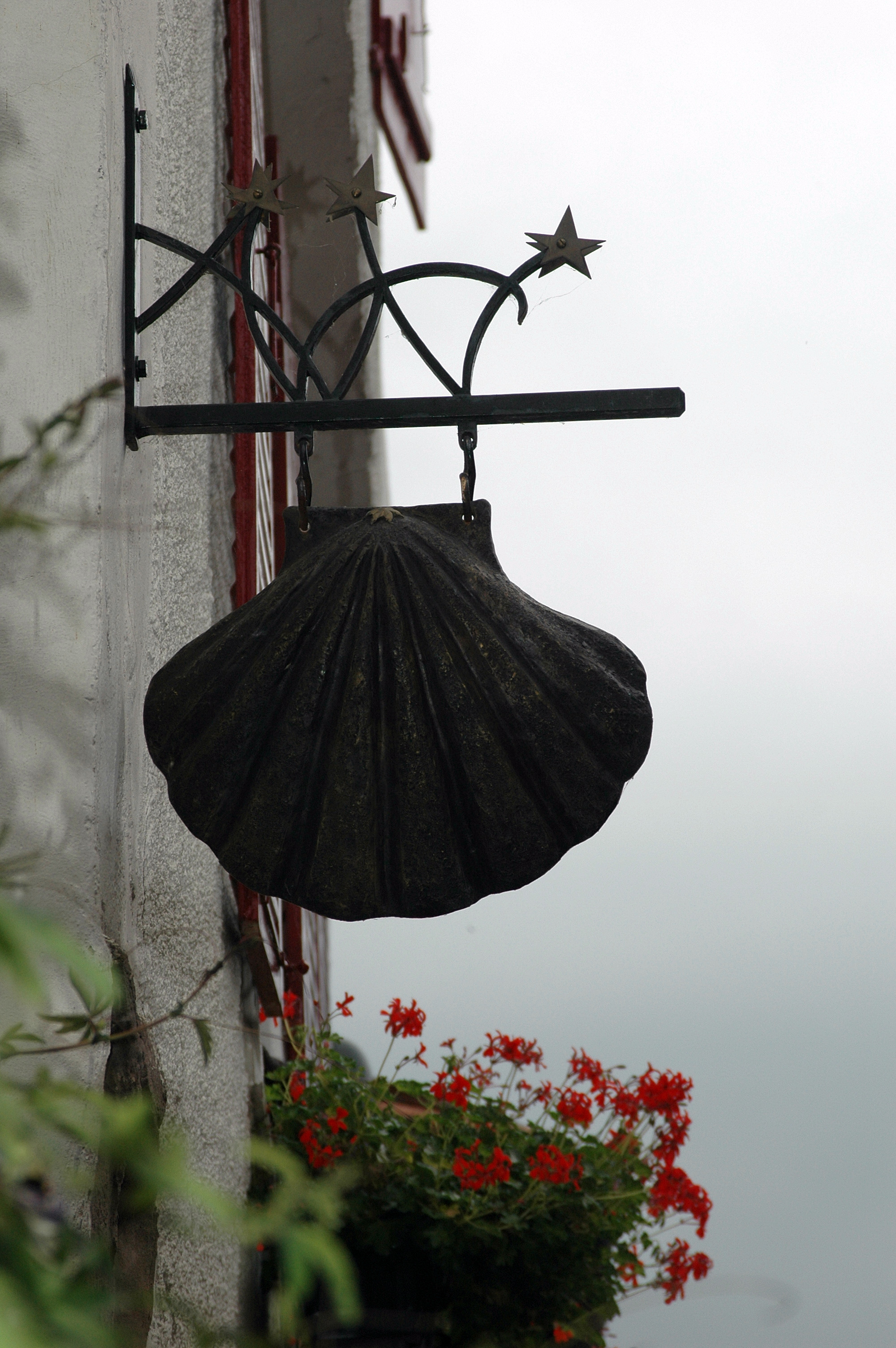
San Juan Pie de Puerto, enseigne sur le chemin de Santiago de Compostela.

### En elGers
- Saint-Antoine-sur-l’Arrats.
- Flamarens su castillo.
- Miradoux, antigua bastida
- Lectoure, la catedral de Saint-Gervais-Saint-Protais.
- La Romieu y su colegiata Saint-Pierre.
- Condom y su iglesia abacial.
- Larressingle.
- Beaumont sur l'Osse y su Puente de Artigues.
- L’Abbaye de Flaran, fuera del camino.
- Montréal-du-Gers.
- Lauraët.
- Lagraulet-du-Gers.
- Eauze.
- Manciet.
- Nogaro el pueblo de las nueces.
- Barcelonne-du-Gers.

### En lasLandas
- Aire-sur-l'Adour, la catedral de San Juan Bautista, y la iglesia de Santa Quiteria de Aire.

Saliendo de Aire-sur-l'Adour los peregrinos podían pasar por :
- Pécorade
- Geaune

O pasar por :
- Miramont-Sensacq, la iglesia que en otro tiempo estuvo bajo la invocación de Santiago.

Se reencontraban en :
- Pimbo, su colegiata de San Bartolomé.

### En losPirineos Atlánticos
- Morlanne,
- Arthez-de-Béarn y el hospital de Caubin.
- Sauvelade y su abadía cisterciense.
- Navarrenx, sus bastiones y su iglesia de Saint Germain.
- Charre y el castillo de Mongaston
- Aroue, la iglesia de San Esteban.
- Saint-Palais
- El lugar llamado Encrucijada de « Gibraltar », donde tres caminos se encuentran. Esta denominación no debe nada a Táriq ibn Ziyad, sino que es simplemente una deformación fonética del santuario del San Salvador, en la colina. Chabaltore en vasco se convirtió por evolución en Chibaltare, Chibraltare y finalmente Gibraltar.
- Ostabat-Asme, la capilla de San Nicolás, la aldea de Harambeltz y su priorato-hospital dedicado a San Nicolás.
- Larceveau-Arros-Cibits, la aldea de Utziat, y de nuevo un priorato-hospital dedicado a San Nicolás.
- Saint-Jean-le-Vieux, la iglesia de Santa María Magdalena de la Recluse o de Betbéder, la aldea de Apat-Ospitale y su priorato-hospital.
- San Juan Pie de Puerto, la ciudadela, la Puerta de Notre-Dame, el Puente Notre-Dame, la iglesia de Notre-Dame du Bout du Pont, esta vez se debe mantener el buen cabo.

La siguiente etapa era el Puerto de Roncesvalles o la población de Roncesvalles.
Por fin se habían franqueado los Pirineos. Las acciones de gracias brotaban en todas las lenguas de Europa.
«E Ultreya, e suseya, Deus aia nos» (Plus ultra! … Más lejos, Más arriba, Dios ayúdanos).